# Левента
Левента е хълм, разположен южно от град Русе. Известен е още като Саръбаир.
Има височина 159 м. Върху него се намира най-високата телевизионна кула на Балканите – 210 м с антената.
Там е разположен единственият запазен форт „Левент табия“. Той е каменно укрепление (крепостен форт) на османската русенска крепост от 19 век. Проектът е дело на пруския военен инженер–офицер Хелмут фон Молтке. Побира 3000 души гарнизон, пригоден е за самостоятелна отбрана.
След Освободителната война е превърнат в склад за оръжие и боеприпаси на Дунавската флотилия. Оттук оръдията са могли да обстрелват румънския бряг. По време на Втората световна война тук е настанена зенитна батарея.
Според клаузите на Берлинския мирен договор от 1878 г. всички крепости в Княжество България са разрушени. От Русчушката крепост е оставена само портата Кюнт Капу и нейната обкована с желязо врата и Левент табия. На 22 февруари 1887 г. тук са екзекутирани осъдените на смърт участници в Офицерския бунт.
Сега фортът е превърнат във винарска изба и луксозен и атрактивен ресторант „Левента“ – собственост на фирма „Хеви клуб“, част от Приста Ойл.